# Rinus Bennaars
Marinus Apolonia „Rinus“ Bennaars (* 14. Oktober 1931 in Bergen op Zoom, Niederlande; † 8. November 2021 ebenda) war ein niederländischer Fußballspieler. Mit Feijenoord Rotterdam wurde er zweimal niederländischer Meister; 15-mal kam er in der Nationalmannschaft zum Einsatz.

## Vereinskarriere
Nachdem Bennaars in der Jugend beim Verein Nieuw-Borgvliet gespielt hatte, wechselte er zum Zweitligisten DOSKO Bergen, wo er schon 1950 in der ersten Mannschaft debütierte. Von hier ging er 1958 zum Erstligisten TSV NOAD aus Tilburg, bei dem er in 28 Spielen zehn Tore erzielte. Nun wurde Feijenoord auf den Spieler aufmerksam und nahm ihn unter Vertrag. Nach sieben Toren in seiner ersten Saison war der rechte Läufer schon in der zweiten Spielzeit Stammspieler.
Er blieb fünf Jahre in Rotterdam und wurde mit der Mannschaft 1961 und 1962 Meister; seit er den Club durch sein Tor am 12. Dezember 1962 im Entscheidungsspiel im Achtelfinale des Europapokals der Landesmeister gegen Vasas Budapest, das im Bosuilstadion in Deurne ausgetragen wurde, in die nächste Runde brachte, wurde er der „Held von Deurne“ genannt. „Dieser Moment war der Höhepunkt meines Sportlerlebens,“ sagte er später. Die Fußballschuhe aus diesem Spiel bewahrt er noch immer in einer Vitrine auf, der Matsch vom Spielfeld ist noch immer unter den blauen Sohlen. Im anschließenden Viertelfinale schaltete Feijenoord in Stade de Reims (mit Raymond Kopa) einen weiteren Spitzenklub aus, im Halbfinale kam jedoch gegen Benfica Lissabon das Aus.
Insgesamt erzielte Bennaars für Feyenoord in 13 Europapokaleinsätzen sechs Tore. Sein letztes Spiel für die Rotterdamer machte er am 13. Juni 1964 im Intertoto Cup gegen Hertha BSC. Nach insgesamt 132 Einsätzen mit 42 Toren verkaufte Feyenoord ihn für 25.000 Gulden an den Zweitligisten Dordrechtse FC, bei dem er noch zwei Jahre aktiv war und Meister der 2. Division wurde.

## Nationalmannschaft
Schon am 25. November 1951 gab Bennaars sein Debüt in der Oranje-Elftal. In De Kuip sahen 65.000 Zuschauer eine spektakuläre 6:7-Niederlage gegen Belgien, zu der Bennaars das Tor zum 5:5-Ausgleich beisteuerte. Im Juli 1952 gehörte er der Elf an, die bei den Olympischen Spielen Brasilien mit 1:5 unterlag.

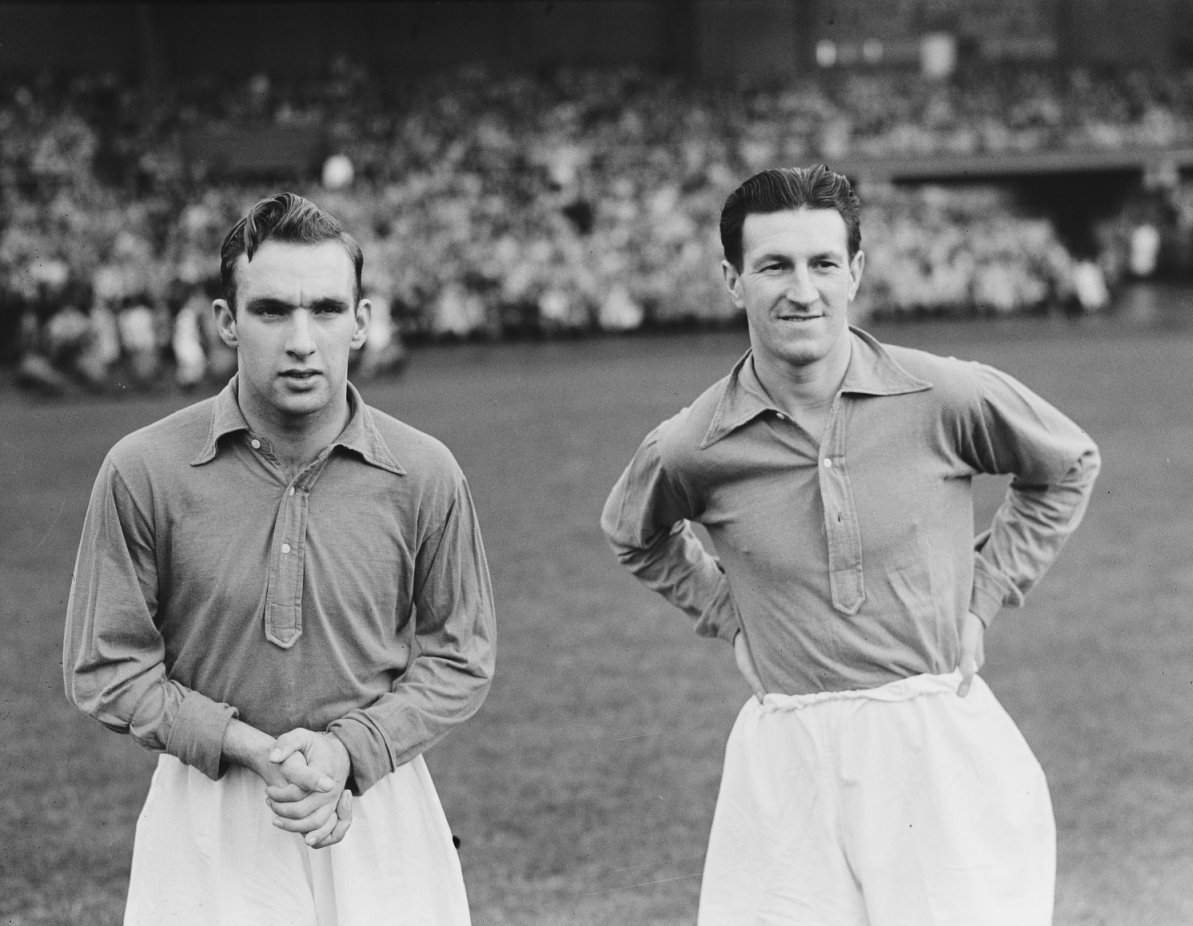
Rinus Bennaars und Louis van den Bogert im Jahr 1951

Nach zehn Spielen mit zwei Torerfolgen war Bennaars internationale Karriere fast schon beendet, doch im Jahr 1963 gab es – nach den Erfolgen mit Feijenoord – ein Comeback für ihn; in den fünf weiteren Spielen blieb er jedoch ohne Treffer. Er durfte aber bei dem Spiel dabei sein, das von vielen als „sein bestes Länderspiel“ bezeichnet wird: sein Team unter Bondscoach Elek Schwartz siegte im Olympiastadion Amsterdam gegen Brasilien mit 1:0, und Bennaars fand sich in der ungewohnten Rolle des Manndeckers für Pelé, der sich bereits nach einer halben Stunde entnervt auswechseln ließ. Bei Bennaars letztem Einsatz in Oranje allerdings verlor die Mannschaft im Achtelfinale der Europameisterschaft 1964 in Rotterdam gegen Luxemburg mit 1:2.

## Ehrungen
Der SV Dosko Bergen benannte sein Stadion nach Rinus Bennaars.